# Vườn Nhật Bản (Wrocław)
Khu vườn Nhật Bản của Wrocław được thành lập vào những năm 1909 - 1913 như một khu vườn kỳ lạ trong Triển lãm trăm năm. Khu vườn có vị trí ở quận Śródmieście của Wrocław trong ranh giới của Công viên Szczytnicki gần với Hội trường trăm năm. Đó là quê hương của gần 270 đơn vị phân loại của cây thân gỗ, cũng như 78 loài thực vật châu Á trong đó 38 là loài đặc hữu của Nhật Bản, như japonicus Styrax. Đây là một mốc quan trọng của Wrocław. 

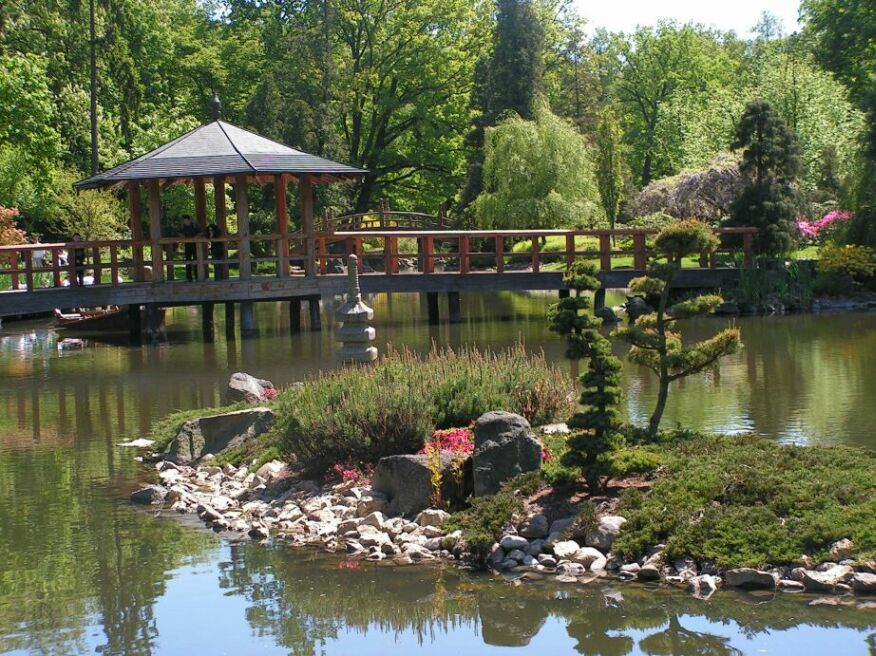
Vườn Nhật Bản

## Lịch sử
Khu vườn đã tồn tại từ năm 1913. Đó là dự án của nhà phương Đông học Baron Fritz von Hochberg, người có hứng thú với văn hóa Nhật Bản, mặc dù thiết kế có thể được công nhận cho người làm vườn Nhật Bản Arai Mankichi. Năm 1995, một dự án cải tạo lớn đã được thực hiện dưới sự chỉ đạo của giáo sư Ikuya Nishikawa từ Tokyo. Tiếp theo, vào năm 1996-1997, với sự giúp đỡ của Đại sứ quán Nhật Bản và những người làm vườn từ Wrocław và công việc của Nagoya đã được thực hiện để làm mới tính cách của khu vườn Nhật Bản. Tác phẩm được đạo diễn bởi Yoshiki Takamura. Hai tháng sau khi khai trương, khu vườn bị tàn phá bởi trận lụt Trung Âu năm 1997. Một cải tạo khác được coi là cần thiết và lần mở cửa tiếp theo là vào năm 1999.